# شركة والغرينز
تعتبر شركة والغرين والغرين (أو والغرينز) أكبر سلسلة صيدليات في الولايات المتحدة. حتى تاريخ 11 ديسمبر 2013، كانت الشركة تملك 8582 متجراً في الخمسين ولاية ومقاطعة كولومبيا وبورتوريكو وغوام. أنشأت الشركة في إلينوي، شيكاغو عام 1901. يقع مقر إدارة الشركة في ضاحية شيكاغو في ديرفيلد في إلينوي.

## نبذة عن الشركة
توفر شركة والغرين للمستهلكين إمكانية الوصول إلى البضائع والحصول على الخدمات الصيدلانية والصحية في الولايات المتحدة من خلال مستودعات الأدوية وقسم الخدمات الصحية وقسم الرعاية الصحية. حتى 31 كانون الأول (ديسمبر) 2012، كانت شركة والغرين تملك حوالي 8061 مستودع أدوية حول العالم . وتدير عدداً من المخازن التي تقدم الخدمات من خلال الإنترنت كـ www.Beauty.com.

## تاريخ الشركة
بدأت شركة والغرينز عام 1901، بمستودع أدوية يقع على تقاطع شارع بوين وكوتيج غروف في شيكاغو، وقد أسسها تشارلز رودولف والغرين. بحلول 1913، نمت شركة والغرينز لتشمل أربع مخازن في شيكاغو. افتتح الفرع الخامس في 1915، وافتتحت أربع فروع أخرى عام 1916. بحلول 1919، كانت سلسلة متاجر والغرينز تضم 20 مخزناً. كان عقد العشرينيات ناجحاً جداً للشركة.

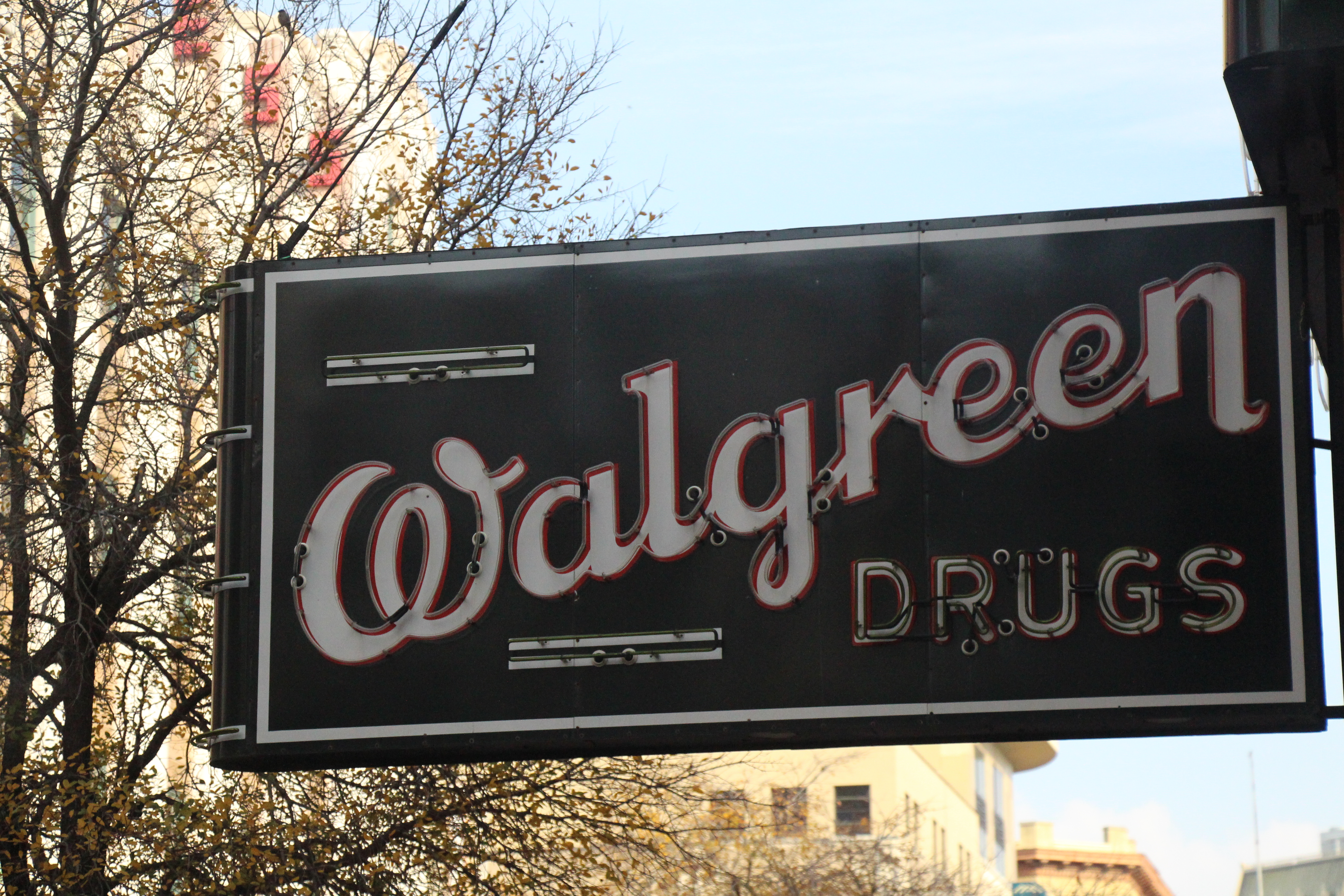
شعار "أدوية والغرينز" الأول لا زال مستخدماً في سان أنطونيو، تكساس

عام 1922، طرحت الشركة مالت ميلك شيك، وقد كان خطوة لإنشاء مصانع لصناعة الآيس كريم. في السنة التالية، بدأت والغرينز افتتاح متاجر بيعدة عن المناطق السكنية. في منتصف عقد العشرينيات، كان ثمة 44 متجراً حققت مبيعات سنوية بقية 1200000 دولار أمريكي. ثم توسعت الشركة في كل من مينيسوتا وميسوري وويسكنسون.
يعزى هذا التوسع الجزئي لمبيعات الكحول، خاصة الويسكي. لم تتأثر الشركة كثيراً جرّاء انهيار سوق الأسهم في أوكتوبر 1929 والكساد الكبير. عام 1934، كانت الشركة قد شغّلت 601 متجر في 30 ولاية.
بعد وفاة تشارلز والغرين عام 1939، تولى ابنه تشارلز والغرين جونيور إدارة السلسلة حتى تقاعده. كانت سنوات إدارة تشارلز الابن مزدهرة، لكنها كانت تفتقر إلى التوسع الهائل الذي شهدته الشركة في بدايات القرن. تقاعد تشارلز الابن في أوائل الخمسينيات وتولى ابنه تشارلز الثالث الإدارة
في 12 يوليو 2006، تنحى دافيد بيرنور عن منصب رئيس الإدارة وحل محله جيف رين، الذي يحمل شهادات علمية في المحاسبة والصيدلة من جامعة أريزونا، وقد كان يعمل صيدلانياً ومدير مخزن ومدير منطقة وأمين خزينة قبل أو يسمّى الرئيس التنفيذي ورئيس مجلس الإدارة. أما غريغ واسون، الرئيس السابق لشركة والغرينز للخدمات الصحية فقد سمي رئيساً ومدير العمليات التنفيذي.
في 10 أكتوبر 2008، استقال رين فجأة من منصب الرئيس التنفيذي، وحل محله آلان ج. ماكنالي كرئيس ومدير تنفيذي بالنيابة.

#### 2000s
في 12 يوليو 2006، تنحى ديفيد بيرناور عن منصبه كرئيس تنفيذي لشركة والغرينز وحل محله رئيس الشركة جيف راين، الذي عُين لاحقًا رئيس تنفيذي ورئيس لمجلس الإدارة. في ذلك العام، استحوذت والغرينز على سلسلة هابي هاريز في ديلاوير وبنسلفانيا وميريلاند ونيوجيرسي. عام 2007 استحوذت والغرينز على شركة تيك كير هيلث سيستمز التابعة لهال روزنبلوث، وهي سلسلة من عيادات الرعاية السريعة، مقابل مبلغ لم يُكشف عنه. في 10 أكتوبر 2008 استقال راين فجأة من منصبه كرئيس تنفيذي وحل محله آلان جي ماكنالي كرئيس تنفيذي بالإنابة. في 26 يناير 2009، تم تعيين غريغوري واسون رئيس تنفيذي اعتبارا من 1 فبراير 2009.

#### 2010s
في عام 2010، استحوذت شركة والغرين على سلسلة Duane Reade في منطقة مدينة نيويورك مقابل 1.075 مليار دولار، بما في ذلك الديون، واستمرت في استخدام اسم Duane Reade في بعض المتاجر في منطقة مدينة نيويورك الحضرية. في مارس 2011، استحوذت والغرين على Drugstore.com مقابل 409 مليون دولار. في 19 يونيو 2012، دفعت والغرين 6.7 مليار دولار مقابل حصة 45٪ في Alliance Boots. في ذلك العام، استحوذت والغرين على سلسلة صيدليات Mid-South التي تعمل تحت لافتات USA Drug وSuper D Drug وMay's Drug وMed-X وDrug Warehouse.
في عام 2011 ، أعلنت شركة "والغربين" أنها ستنهي علاقتها مع شركة "إكسبريس سكريبتس"، وهي شركة لإدارة استحقاقات الوصفات الطبية. أرسل تحالف من جماعات الأقليات، بقيادة شبكة العمل الوطنية التابعة لـ"والغربين"، رسائل تحث الرئيس التنفيذي جريجوري واسون على إعادة النظر أل شاربتون. وشملت الجهات التي أرسلت الرسائل: المؤتمر الوطني للقيادة المسيحية اللاتينية، ومؤتمر المساواة العرقية، وصندوق القيادة اللاتينية، وغيرها. في عام 2012، أعلنت "والغربين" أنها ستواصل مشاركتها في "إكسبريس سكريبتس".
في يوليو 2013، حاولت شركة والغرين الاستحواذ على سلسلة صيدليات Shoppers Drug Mart مقرها في تورونتو، مما كان سيشكل أول توسع للشركة في كندا وخارج الولايات المتحدة، لكنها في النهاية استحوذت عليها Loblaw Companies. لاحقًا، في 10 سبتمبر 2013، أعلنت والغرين عن استحواذها على Kerr Drug. وفي أغسطس 2014، اشترت والغرين النسبة المتبقية البالغة 55٪ من Alliance Boots، مما أدى إلى إنشاء الشركة الموحدة Walgreens Boots Alliance، التي اتخذت من شيكاغو مقرًا لها.
وفي ديسمبر من العام نفسه، استحوذت والغرين على العلامة التجارية للأدوية Almus Pharmaceutical generic، كما استحوذت أيضًا على Farmacias Benavides.في 28 يوليو 2016، أعلنت والغرين أنها ستغلق موقعي Drugstore.com و Beauty.com للتركيز على موقعها Walgreens.com. وفي 19 سبتمبر 2017، وافقت لجنة التجارة الفيدرالية على المحاولة الرابعة لشركة والغرين لشراء Rite Aid، والتي تضمنت 1,932 متجر، مقابل 4.38 مليار دولار.